# 出品酒
出品酒（しゅっぴんしゅ）とは、鑑評会などに出品される目的で製造される酒である。
どの分野の酒でもあてはまる点も多いが、このページでは日本酒を念頭において記する。
出品酒は、一般市場に流通し市販される流通酒（りゅうつうしゅ）の対義語としてとらえられる。

## 特徴
出品酒は、流通酒とは以下の点で相違する。
1. コストパフォーマンス
出品酒は、原料、製法などすべての面において最高の選択肢を採用するため、出来上がりは高級酒である。流通酒は、どんなに高級酒に仕上げても、小売価格が高くなって売れなければしかたがないので、採算が取れるかどうかを心配して、ある一線で妥協することが通常だが、その点、出品酒の場合は、その酒蔵の技術水準の高さを公に披露することが目的であり、蔵の面目がかかっているために採算は度外視されるので、いくらでも高級酒になりうる。
たとえて言うならば、出品酒は自動車メーカーが世界中が注目しているF-1レース用に持てる技術の粋を結集して造った作品であり、流通酒はその技術を基にしながらも日常の使用に即した居住性やコストパフォーマンスを重視して造った商品である。
2. 味と香りの造り方
流通酒は消費者に「飲まれる」ことを念頭において酒質が造られるが、出品酒は鑑評者や試飲者や批評家に「味わわれる」ことを念頭において造られる。
鑑評する試飲者は酒を口の中で味わったあとは備えつけの琺瑯（ほうろう）に吐き出していく。ぜんぶ飲んでいったら酔っ払ってしまうからである。酔っ払ってはだんだん舌がにぶり、鑑評能力も落ちていってしまう。そうなると、後のほうで味わう酒にとって不公平である。このような事情から、「味わわれる」とは、試飲者が酒のつがれた酒器をとり、上立香を嗅いで、口にふくみ、含み香を嗅ぎながら舌の隅々で鑑賞するまでのことであり、ゴクリと飲み込む喉越しや、飲んだ後に立ち返ってくる返り香などは味わわないことを意味する。その結果、出品酒では口に含んだからあとの味わいや香りはほとんど考えないで造られる。流通酒は、もちろん考えられる。そこもまた、出品酒と流通酒の大きな違いである。